# Serinda Swan
Serinda Swan, född 11 juli 1984 i West Vancouver, British Columbia, är en kanadensisk film- och TV-skådespelare. Hon har bland annat haft roller i Tron: Legacy, Psych och Hawaii Five-0.